# Antonio Velao Oñate
Antonio Velao Oñate (Madrid, 8 de juliol de 1884 - Mèxic, 10 de maig 1959) va ser un enginyer i polític espanyol.

## Biografia
En proclamar-se la Segona República Espanyola va participar en les eleccions de 1931 en representació d'Acció Republicana obtenint un escó per la circumscripció d'Albacete. En les eleccions de 1936, a les quals es va presentar sota les sigles d'Izquierda Republicana, obtindria un escó per la circumscripció de Madrid (província).
Va ser ministre d'Obres Públiques entre el 13 de maig i el 4 de setembre de 1936 encara que en aquest període, el 19 de juliol ocuparia la cartera Antonio Lara Zárate en el conegut com a govern "nonat" de la República. Posteriorment, entre el 5 d'abril de 1938 i l'1 d'abril de 1939 tornaria a ocupar la mateixa cartera ministerial.